# Estación de París-Austerlitz

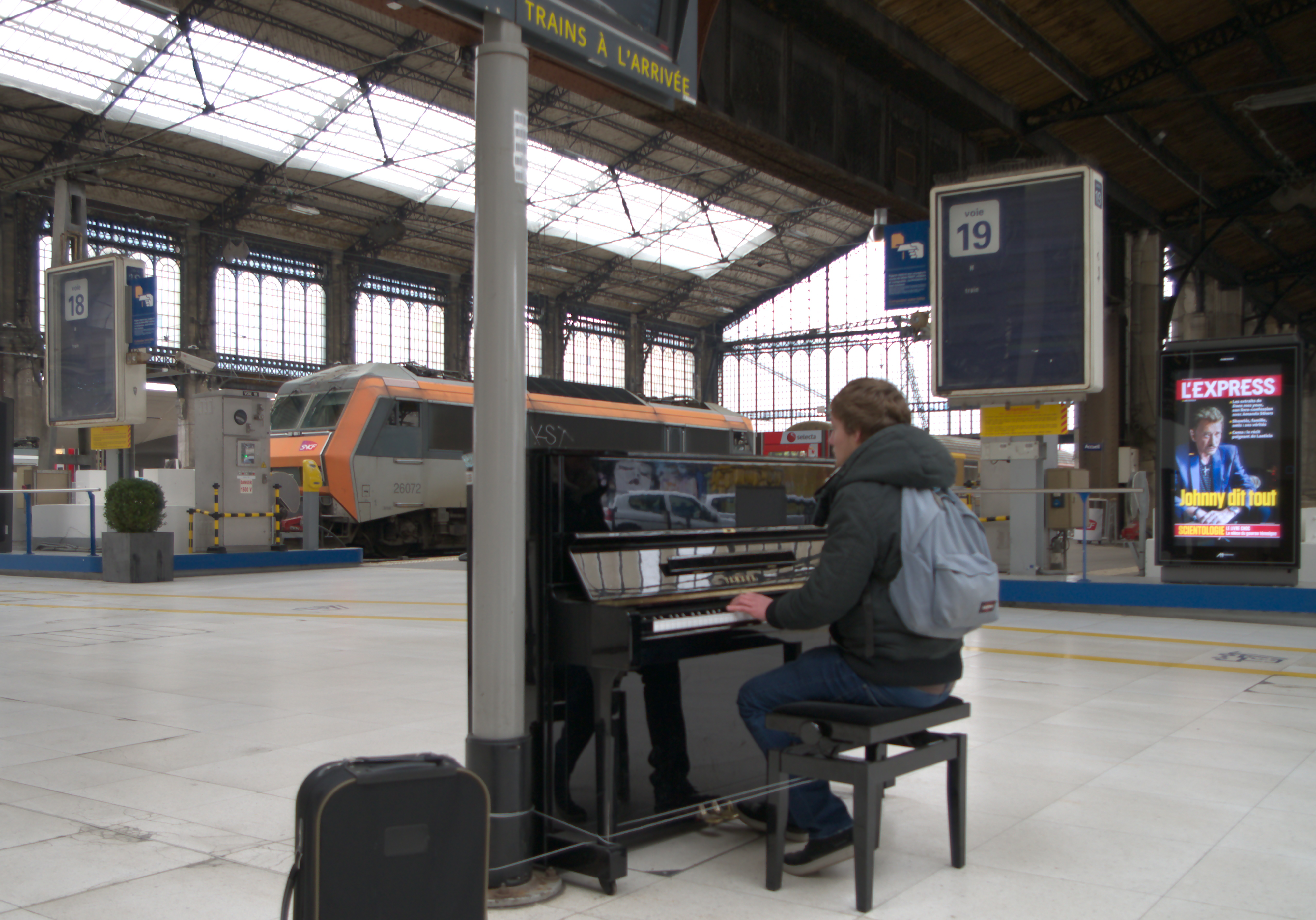
Piano libre

París-Austerlitz, también conocida en francés como la Gare de Austerlitz, y antiguamente Gare de Orleans, es una estación de ferrocarril situada en la ciudad francesa de París, siendo de hecho una de las seis grandes estaciones ferroviarias que hay en la capital gala.
Con la puesta en marcha de la LGV Atlantique, la línea de alta velocidad que conecta París con el sudoeste de Francia, la estación ha perdido gran parte de su tráfico ya que la misma opera desde la estación de Paris Montparnasse. Aun así, por ella siguen transitando numerosas líneas de largo recorrido, tanto nacionales como internacionales principalmente hacia España, como de media distancia, regionales y de cercanías. Además, ofrece conexiones con el metro y la red de autobuses urbanos. 
La estación es cabecera de la línea clásica París-Burdeos y de la línea París-Limoges-Toulouse, y por tanto de los enlaces de la ciudad con España a través de los puntos fronterizos Hendaya-Irún y Cerbère-Portbou, respectivamente.

## Instalaciones
La estación comprende:
- Una estación término de superficie con 21 vías que acogen el tráfico de grandes líneas (París-Toulouse vía Limoges) y de regionales. La vidriera está clasificada como monumento histórico. A pesar de esto, la parte central de esta estación es ahora un aparcamiento.
- Una estación subterránea con 4 vías pasantes y 2 andenes centrales que recogen el tráfico de la Línea RER C.

En la playa de vías situada más allá de la estación (se extiende varios km) hacia Ivry-sur-Seine se encuentran talleres y cocheras incluida la escuela de formación y los talleres de puesta a punto de los coches y unidades de viajeros. Esta zona, algo reducida desde la construcción de la Biblioteca Nacional de Francia (Biblioteca François Mitterrand) se ve afectada por una vasta operación de restauración urbanística, la ZAC Paris-Seine-Rive-Gauche.

## Historia
La estación de Austerlitz fue en sus orígenes la estación cabecera de la línea de la Compañía de Ferrocarriles de París a Orleans. Un primer embarcadero se construyó en el lugar que ocupa actualmente la estación y se puso en servicio el 20 de septiembre de 1840 al abrir la línea París-Juvisy sur Orge, ampliada a Orleans en 1843. Así, en 1846 se realizó la primera ampliación.
La estación fue reconstruida entre 1862 y 1867. Se agrandó la cubierta del vestíbulo metálica hasta los 51,25 m (considerable para la época) de ancho y 280 m de largo. Así se construyó el vestíbulo de salidas al norte (y el restaurante) y el de llegadas al sur y las oficinas de la Compañía de Ferrocarriles de Orleans en el extremo oeste del vestíbulo junto a la Plaza Valhubert con una fachada estilo Belle Époque.
En 1900, la Compañía París-Orleans prolonga su línea hacia el centro hasta la antigua estación de Orsay (hoy Museo de Orsay), que se convierte en la nueva cabecera de línea abierta el 28 de mayo de 1900 con motivo de la Exposición Universal.
En 1906, el gran vestíbulo fue literalmente perforado de lado a lado por la líne 5 de metro al prolongar un viaducto sobre el río Sena construyendo una estación de metro elevada dentro del vestíbulo. 
En 1910, durante la gran crecida del río Sena, la estación se inundó interrumpiéndose el tráfico totalmente del 31 de enero al 9 de febrero, siendo desplazada la cabecera a la estación de Juvisy-sur-Orge.
En 1939, la estación de Orsay se limitó en sus funciones a cabecera de trenes suburbanos, pasando de nuevo la cabecera de las grandes líneas a la estación de Austerlitz. Así ha permanecido muchos años hasta que la puesta en servicio de la LGV Atlantique redujo su tráfico de grandes líneas al partir de la estación de Montparnasse los TGV hacia el suroeste de Francia.
Las principales críticas de esta estación se refieren a la falta de conexión directa en metro o por algún tipo de pasillo rodante subterráneo con la estación de Lyon, situada en la margen derecha del río. De hecho, la correspondencia entre estas dos estaciones por la calle, si bien es agradable a pie por el paisaje, es incómoda cargando maletas.
Entre 2004 y 2006, el antiguo edificio de oficinas de la Compañía de Ferrocarriles de Orleans que acogía un teatro y algunos despachos ha sido vendido por la SNCF y ha sido objeto de reformas para acoger nuevas oficinas. La fachada de origen se conserva.

## Futuro de la estación

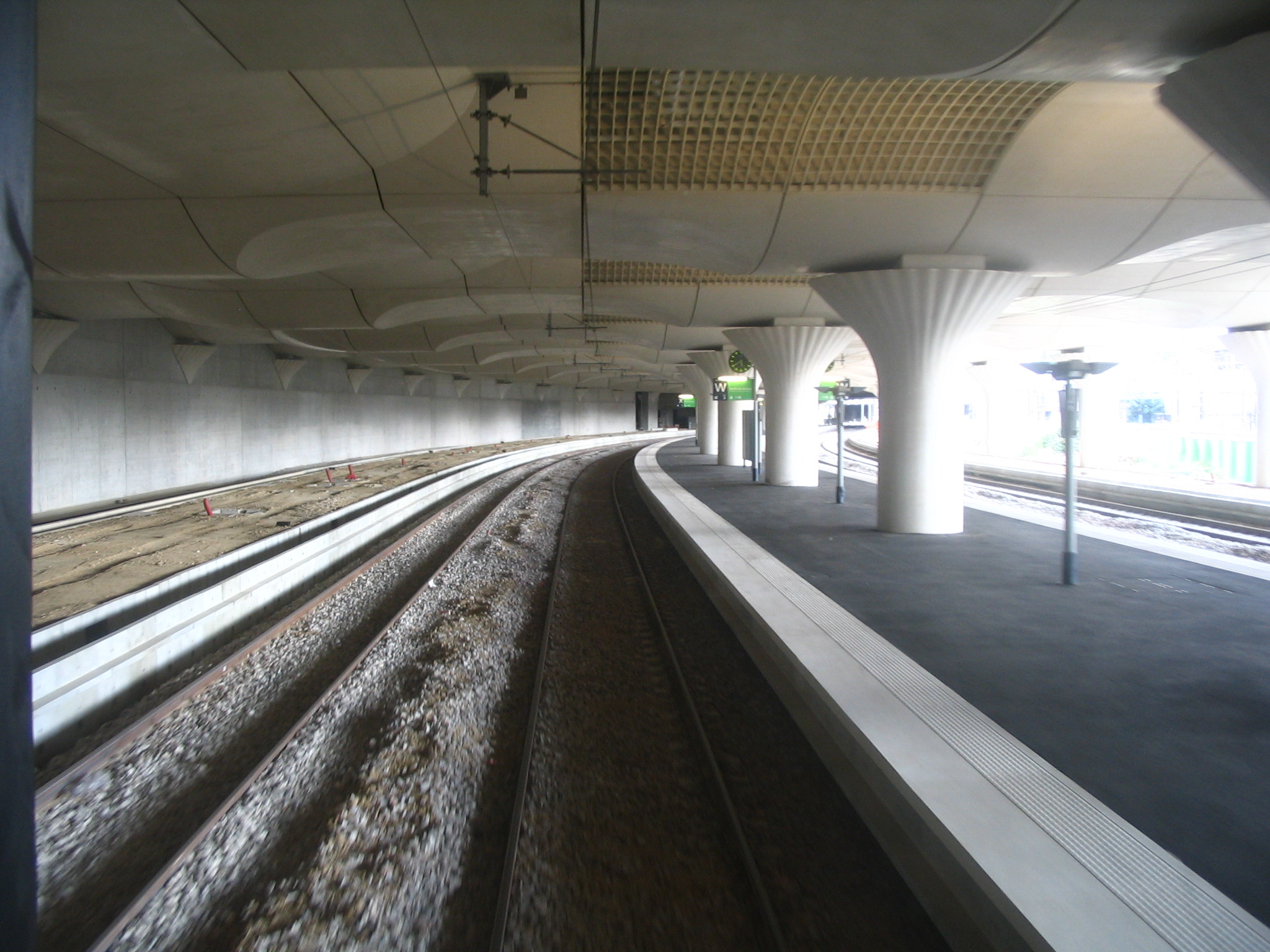
Zona nueva de la estación bajo la Avenida de Francia

Las obras de remodelación del barrio de Paris Rive Gauche desde mediados de los años 90 han llevado a cubrir progresivamente las vías que parten de la estación empezando por la zona situada al sur de la C/Tolbiac.
Se está elaborando un proyecto para transferir las cabeceras de los TGV de las líneas Atlántica y Sureste a la estación de Austerlitz. Así se están construyendo cuatro vías nuevas bajo la Avenida de Francia y se está llevando a cabo un importante trabajo de remodelación de la estación, sobre todo gracias al programa Paris Rive Gauche que proyecta cubrir las vías como en la estación de Montparnasse. La finalización de trenes en la estación de Austerlitz será posible cuando finalicen las obras de la meseta donde se sitúa el Aeropuerto de Orly que completarán el tramo que falta para conectar la LGV Atlantique con LGV Sud-Est e Interconnexion Est, que actualmente se realiza por la Gran Circunvalación ferroviaria, sobrecargada con trenes de RER, suburbanos y mercancías. Este enlace incluye dos enlaces hacia la estación de Austerlitz, de los cuales uno permite unir directamente los TGV a la red Sud-Est y a la Interconnexion Est sin maniobrar y una estación subterránea de alta velocidad en el Aeropuerto de Orly. La mayor parte de este trazado será subterránea.
En el momento actual la estación de Austerlitz es la única que podría absorber un aumento de tráfico sin problemas.

## Servicios ferroviarios

### Alta Velocidad
París-Austerlitz es junto a Saint-Lazare la única gran estación parisina que no cuenta con líneas de alta velocidad.

### Grandes Líneas
La ausencia de líneas de alta velocidad le permite, sin embargo, un amplio servicio de grandes líneas convencionales que en muchos casos se realizan a través de trenes nocturnos Lunéa y Elipsos. Algunos de ellos enlazan con España. Destacan las siguientes línea:
- Línea París - Toulouse vía Châteauroux, Limoges, Brive-la-Gaillarde, Cahors y Montauban.
- Línea París - Limoges - Brive-la-Gaillarde.
- Línea París - Perpiñán - Cerbère vía Toulouse.
- Línea París - Niza vía Toulon et Cannes. Nocturno.
- Línea París - Portbou vía Toulouse y Perpiñán. Nocturno.
- Línea París - Toulouse - Latour-de-Carol. Nocturno.
- Línea París - Briançon vía Valence. Nocturno.
- Línea París - Rodez - Albi. Nocturno.
- Línea París - Irún vía Biarriz. Nocturno.
- Línea París - Tarbes vía Lourdes. Nocturno.

- Línea París - Luchon. Nocturno. Solo en verano y fines de semana.
- Línea París - Saint-Gervais-les-Bains. Nocturno. Solo en veranos y fines de semana.
- Línea París - Bourg-Saint-Maurice. Nocturno. Solo en veranos y fines de semana.

### Media Distancia

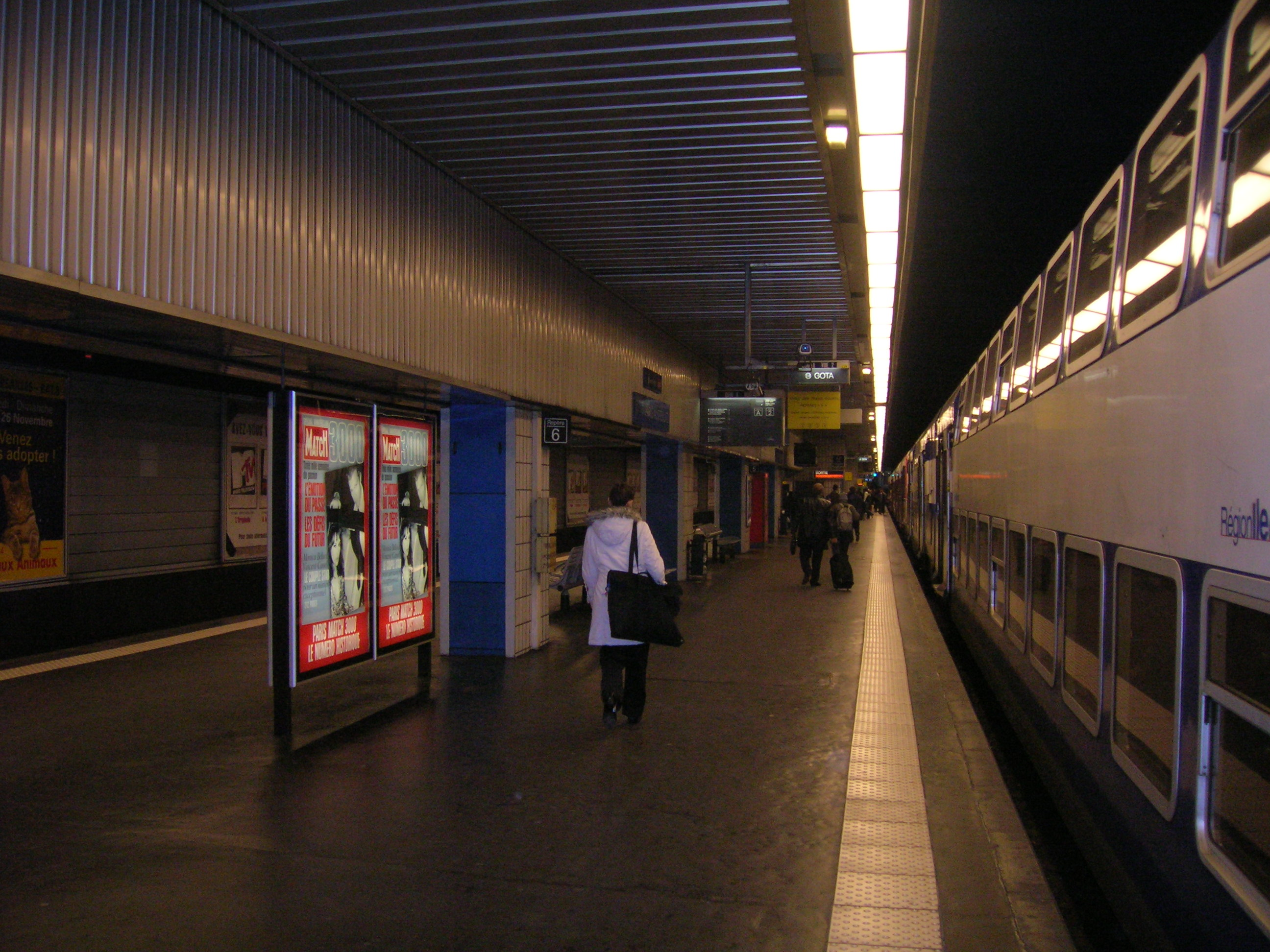
Estación RER subterránea

A través de sus Intercités y de los Aqualys, la SNCF, gestiona principalmente:
- Línea París - Bourges - Montluçon
- Línea París - Orléans - Blois - Tours

### Regionales
Los trenes regionales de París-Austerlitz se encargan de las líneas:
- Línea París - Étampes - Orléans
- Línea París - Dourdan - Châteaudun - Vendôme - Tours

### Cercanías
Únicamente los trenes de la línea C del RER transitan por la estación.

## Conexiones

### Metro
Dos líneas de metro, la línea 5 en su recorrido norte-sur y la 10 que une el oeste de París con el este permiten llegar hasta la estación de tren. 

### Autobús
Las siguientes líneas de autobuses urbanos de la RATP acceden a la estación: 
- 24 Gare Saint-Lazare - École Vétérinaire Maisons-Alfort
- 57 Arcueil-Laplace RER - Porte de Bagnolet-Louis Gamme
- 61 Gare d'Austerlitz - Église de Pantin
- 63 Gare de Lyon - Porte de la Muette
- 89 Gare de Vanves-Malakoff - Bibliothèque François Mitterrand
- 91 Montparnasse 2 TGV - Bastille

También lo hacen el bus turístico OpenTour y la línea especial Castor, operativa únicamente en verano y mientras duren las obras que se están realizando en la línea C del RER entre la estación de Invalides y la de París-Austerlitz. 
Además, cinco líneas del Noctilien, el bus urbano nocturno tienen parada en la estación.
- N01 Circular Interior
- N02 Circular Exterior
- N31 Gare de Lyon - Juvisy-sur-Orge RER
- N 131 Gare de Lyon - Brétigny RER
- N 133 Gare de Lyon - Juvisy-sur-Orge RER

### Voguéo
Por último, Voguéo permite recorrer en barco un tramo importante del río Sena que va desde la estación de École Vétérinaire de Maisons-Alfort hasta París-Austerlitz.